# 석정 전투
석정 전투는 228년 중국 삼국 시대에 조위와 동오 사이에 벌어진 전투이다. 이 전투는 오나라의 승리로 끝났다.

## 전투
오왕 손권은 주방에게 위나라 장군 조휴를 속이기 위해 위나라에 거짓으로 투항하는 함정을 파도록 지시했다. 조휴는 속아서 자신의 군대를 완(皖; 현재 안후이성 첸산현)으로 곧장 이끌었다. 손권은 이어서 자신의 장군 육손을 대도독으로 임명하고 조휴에 대한 공격을 이끌도록 명령했다. 완으로 가는 도중 조휴는 오군에게 기습을 당했다. 그는 전투에서 우위를 점하지 못하여 석정으로 후퇴를 명령했다. 한밤중에 위나라 병사들은 공황 상태에 빠져 많은 수가 도주하고 무기, 갑옷, 장비를 버렸다.
패배 후 조휴는 조예 황제에게 자신의 실패를 사과하고 처벌을 요청하는 상소를 올렸다. 주방에게 속았다는 것을 깨달은 조휴는 너무 부끄러워서 돌아갈 수 없었다. 그는 병력과 보급품이 더 많다고 생각하여 육손의 군대와 교전하기로 결정했다. 육손은 직접 중군을 지휘하고 주환과 전종에게 좌익과 우익을 맡도록 명령했다. 세 군대는 동시에 진격하여 조휴의 군대를 결정적으로 격파했다. 이어서 오군 병사들은 도주하는 위군을 가시(嘉石)까지 추격하여 적군 병사 약 1만 명을 전멸시키고 전리품 1만여 점을 획득했다. 또한 위군 전체의 장비와 무기가 약탈되었다. 육손은 병사들을 재편성했고, 그가 무창(武昌; 현재 후베이성 어저우시)을 지날 때 손권은 시종들에게 궁궐 문을 드나들 때 육손을 자신의 일산으로 가려주도록 지시했다.
손권은 육손에게 황실 물품과 최고급의 귀한 물품을 보상으로 내렸다. 조휴는 간신히 목숨만 건져 전장에서 탈출했다. 그는 몇 달 후 전투에서 입은 상처로 인한 등 피부 감염으로 사망했다.
전설에 따르면 조휴는 처음에는 주방을 믿지 않았다. 주방은 자신의 "충성심"을 증명하기 위해 머리카락을 잘라냈다. 어쨌든 주방은 지형을 잘 알고 있었기 때문에 조휴를 개활지로 이끌었고, 그곳에서 조휴는 진을 칠 수 있었다. 그러나 그들이 떠나기 전에 가규는 조휴에게 주방을 믿지 말라고 조언했다. 조휴는 가규의 말을 듣지 않았을 뿐만 아니라 주방의 계략에 빠졌다. 그는 또한 가규를 지휘에서 해임하고 7만 명의 병력을 이끌고 이동했다. 조휴와 함께 온 가규는 조휴가 매복에서 후퇴하는 것을 도왔다. 이에 대해 가규는 위나라 황제 조예로부터 칭찬을 받았다.

## 내용주
1. ↑  삼국지 손권전에는 손권 재위 황무 7년 5월에 파양 태수 주방이 위나라에 거짓으로 투항하여 조휴를 함정으로 유인했고, 그해 8월에 육손이 조휴를 크게 격파했다고 기록되어 있다.[1] 양력으로 환산하면 228년 6월 20일(5월 초1일)부터 228년 10월 15일(8월 30일)까지이다.